# ستيفن سوندرز (عسكري)
ستيفن سوندرز (بالإنجليزية: Stephen Saunders)‏ هو دبلوماسي بريطاني، ولد في 26 يوليو 1947 في فارنبوروغ في المملكة المتحدة، وتوفي في 8 يونيو 2000 في أثينا في اليونان بسبب إصابة بعيار ناري.